# Risoopytni
Risoopytni (del ruso: Рисоопытный) es un posiólok del raión de Krasnoarméiskaya del krai de Krasnodar, en Rusia. Está situado en las tierras bajas de Kubán-Azov en el inicio del delta del Kubán, 17 km al sudeste de Poltávskaya y 59 km al noroeste de Krasnodar. Tenía 1 168 habitantes en 2010
Pertenece al municipio Oktiábrskoye.